# 蒙特內哥羅國家足球隊

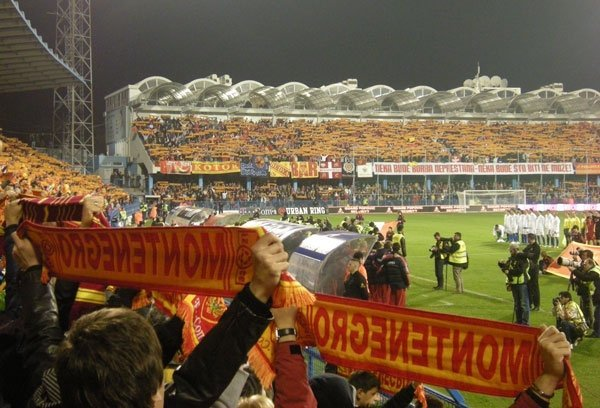
黑山國家隊的球迷

蒙特內哥羅國家足球隊是蒙特內哥羅的國家足球代表隊。由蒙特內哥羅足球協會管理。
蒙特內哥羅是世界上最新成立的一支國家隊之一。2006年，塞爾維亞與黑山解體後，在當年的德國世界盃上，塞爾維亞仍然與蒙特內哥羅合組一隊參賽。在那屆世界杯上，塞黑隊未能進入淘汰賽階段。
黑山國家足球隊的第一場正式國際比賽將會是2010年世界杯預選賽的比賽。2005年12月2008年歐洲國家盃外圍賽進行抽簽時，黑山還不是歐足聯的會員，因而未能參加比賽。在2010年世界杯預選賽中，黑山被抽到第8組，與意大利、保加利亞、愛爾蘭、塞浦路斯和格魯吉亞同組。2012年歐錦賽資格賽中，蒙特內哥羅隊分在G組，同組的有英格蘭、瑞士、保加利亞及威爾斯隊。

## 球隊組建
黑山自塞爾維亞和黑山獨立之後，當時已經進行了2008年歐洲足球錦標賽的外圍賽，但歐足聯表示愿意接納黑山參加比賽，只要國際足聯能夠在2006年9月之前批准黑山足球協會成立。不過隨著比賽的開始，設想未能實現。2006年10月，黑山獲得UEFA的臨時會員資格，并在2007年1月的歐足聯會議上成為了UEFA的正式成員。黑山第一次進入國際足聯排名時其排名是第199位（也是最後一位，這是由於首次進入排名系統時積分為0所導致）。

## 第一場比賽
在2007年1月26日，黑山正式成為UEFA會員。2007年3月24日，黑山在其首都波德戈里察的波德戈里察球場參加了其的首場國際足球友誼賽，對手是匈牙利隊，黑山以2-1的比分戰勝對手。在2007年5月31日，黑山被接納成為國際足聯的第208個會員。
黑山參加了2007年的麒麟杯的比賽，不過最終排名最後一位，位列日本和哥倫比亞之後，在比賽中黑山輸給了這兩支球隊。
在2008年3月26日，黑山國家隊取得了他們迄今為止發揮最出色的一場比賽，以3-1戰勝挪威。與此同時，他們的國際排名也創出了新的最高紀錄。

## 球迷
因為足球是黑山最受歡迎的運動，因此每次黑山國家隊的比賽總是能吸引很多球迷前去觀看比賽。忠實的球迷們經常占據北部的看台，并營造出火熱的氣氛。球迷們在全場比賽中始終支持球隊，也不論比賽結果的好壞。觀看比賽的人數并不是很多，這是因為其的主場球場波德戈里察球場容量較小所導致（黑山最大的足球場容納觀眾數也只有12000人）。

## 球員效力資格
根據國際足聯的規則，一名球員不能代表兩支成年國家隊參加比賽。不過在一個新國家或多個新國家自舊國家獨立的情況下，則允許例外。根據目前國際足聯的規定，即使一名球員曾經代表過塞爾維亞和黑山國家足球隊或其他國家的足球代表隊參加過比賽，若滿足如下條件，仍具有代表黑山參賽的資格：
- 他出生在黑山
- 他的父母或祖父母中至少有一人出生在黑山
- 他在黑山連續居住超過兩年

很多黑山球員同時具有代表塞爾維亞參賽的資格，反之亦然。不過一旦他們選擇效力塞爾維亞或黑山中的一支球隊，就不能再效力於其他球隊。

## 大賽參賽記錄

### 世界杯
- 1930年到1938年 - 為 南斯拉夫王國的一部分
- 1950年到1990年 - 為南斯拉夫社會主義聯邦共和國的一部分
- 1994年到2002年 - 為南斯拉夫聯盟共和國的一部分
- 2006年 - 為塞爾維亞和黑山的一部分
- 2010年 到 2022年 - 獨立參賽，外圍賽出局

### 歐洲國家盃
- 1960年 - 1992年 - 為南斯拉夫社會主義聯邦共和國的一部分
- 1996年 - 2000年 - 為南斯拉夫聯盟共和國的一部分
- 2004年 - 為塞爾維亞和黑山的一部分
- 2008年 - 未參加，直到2007年1月之前并非歐足聯成員；塞爾維亞接替塞爾維亞和黑山繼續參加預選賽
- 2012年 - 2024年 外圍賽出局

### 歐足聯國家聯賽成绩
| 年份    | 最终成绩       | 场数 | 胜 | 和* | 负 | 入球 | 失球 | 備考                   |
| ------- | -------------- | ---- | -- | --- | -- | ---- | ---- | ---------------------- |
| 2018–19 | 未能晉身決賽週 | 6    | 2  | 1   | 3  | 7    | 6    | 聯賽C                  |
| 2020–21 | 未能晉身決賽週 | 6    | 4  | 1   | 1  | 10   | 2    | 聯賽C，下季升級至聯賽B |
| 2022–23 | 未能晉身決賽週 | 6    | 2  | 1   | 3  | 6    | 6    | 聯賽B                  |
| 总结    | 0/3            | 18   | 8  | 3   | 7  | 23   | 14   | --                     |

（*）包括淘汰赛阶段要以延长赛或十二码决胜之和局（90分钟）。

### 次要賽事
| 年份          | 回合   | 排名   | 賽事 | 勝 | 平 | 負 | 進球 | 失球 |
| ------------- | ------ | ------ | ---- | -- | -- | -- | ---- | ---- |
| 2007 年麒麟杯 | 小組賽 | 第三位 | 2    | 0  | 0  | 2  | 0    | 3    |

## 近賽成績

### 2024年歐洲足球錦標賽外圍賽
| 排名 | 隊伍       | 賽 | 勝 | 和 | 負 | 得 | 失 | 差 | 分 | 獲得資格       |     |     |     |     |     |     |
| ---- | ---------- | -- | -- | -- | -- | -- | -- | -- | -- | -------------- | --- | --- | --- | --- | --- | --- |
| 1    | 匈牙利     | 8  | 5  | 3  | 0  | 16 | 7  | +9 | 18 | 晉級決賽周賽事 |     | —   | 2–1 | 3–1 | 2–0 | 3–0 |
| 2    | 塞爾維亞   | 8  | 4  | 2  | 2  | 15 | 9  | +6 | 14 | 晉級決賽周賽事 |     | 1–2 | —   | 3–1 | 2–0 | 2–2 |
| 3    | 蒙特內哥羅 | 8  | 3  | 2  | 3  | 9  | 11 | −2 | 11 |                |     | 0–0 | 0–2 | —   | 2–0 | 2–1 |
| 4    | 立陶宛     | 8  | 1  | 3  | 4  | 8  | 14 | −6 | 6  |                | 2–2 | 1–3 | 2–2 | —   | 1–1 |     |
| 5    | 保加利亚   | 8  | 0  | 4  | 4  | 7  | 14 | −7 | 4  |                | 2–2 | 1–1 | 0–1 | 0–2 | —   |     |

## 知名球星
- 法托斯·貝奇拉傑（英语：Fatos Bećiraj）

## 外部連結
- Football Association of Montenegro （英文）
- FIFA.com (Montenegro) （页面存档备份，存于） （英文）
- UEFA.com (Montenegro) （页面存档备份，存于） （英文）
- List of players （页面存档备份，存于） （英文）